# جرانيت راباكيفي

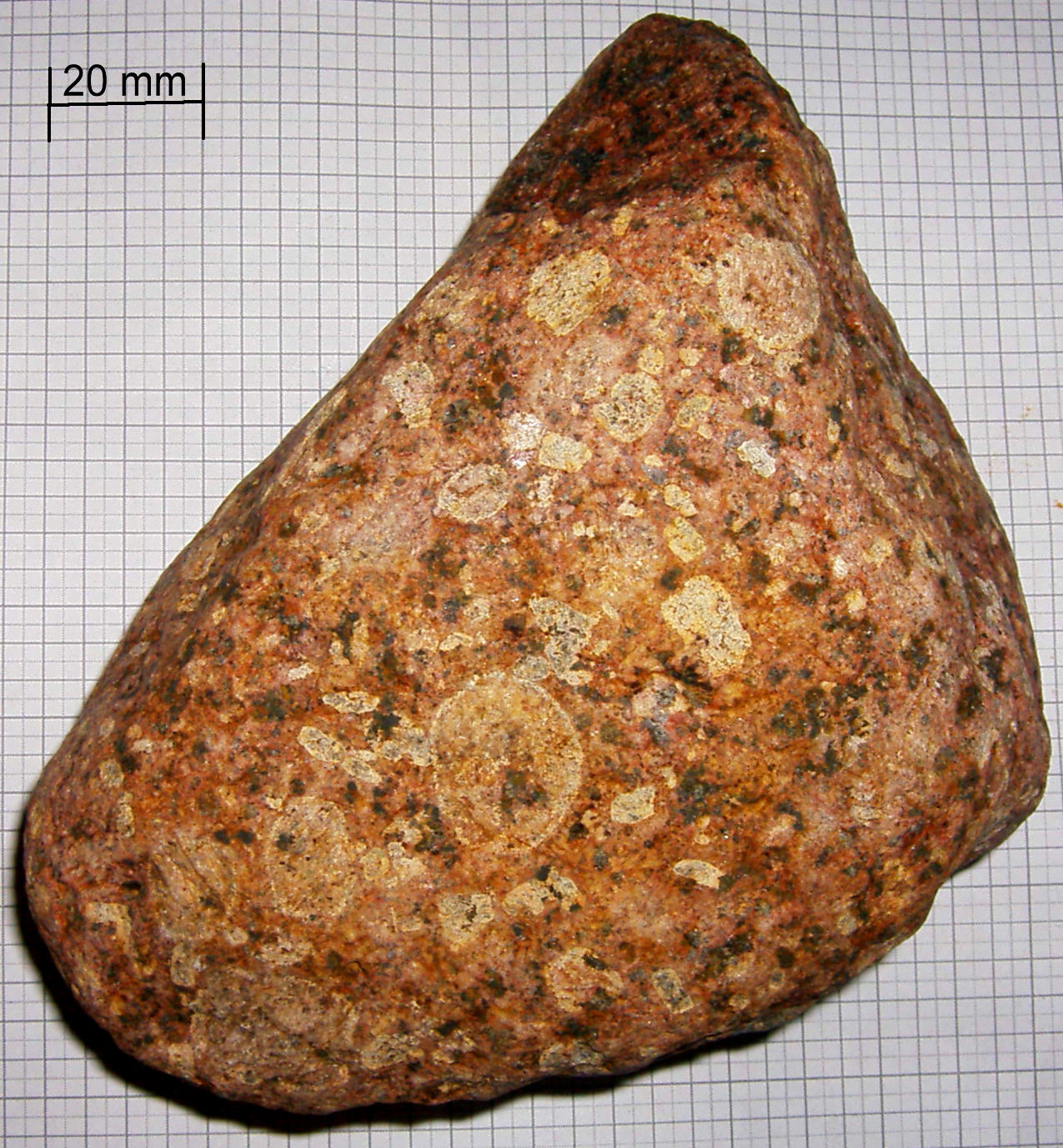

الجرانيت الراباكيفي أو النسيج الراباكيفي (بالإنجليزية: Rapakivi granite)‏، هي أنواع من الصخور الجرانيتية التي تحتوي على كمية وفيرة من بلورات كبيرة بيضاوية الشكل من الفلسبار القلوي من الأورثوكليز أو الميكروكلين، مغطى بالبلاجيوكليز الصودي. يحيط بهذه البلورات كَنانْ من الكوارتز، الفلسبار القلوي، البلاجيوكليز بيوتيت وهورنبلند. وقد يحتوي مركز البلورات البيضاوية الكبيرة على حبيبات من معادن الكنان مرتبة في شرائط متحدة المركز. وعادة ما يطلق الآن مصطلح جرانيت راباكيفي على أي صخر جرانيتي يحتوي على بلورات من الفلسبار القلوي المغطى.
وُصف لأول مرة في 1891 من قِبل العالم الفنلندي جاكوب سيديرهولم. كما أنها تنتشر بكثرة في جنوب فنلندا. كان يُستخدم في بناء الكنائس الحجرية في أولاند، وهي من معادن البناء.